# Heinrich von Ewald
Georg Heinrich August Ewald (født 16. november 1803 i Göttingen, død 4. maj 1875) var en tysk orientalist og bibelfortolker. 
Allerede som student skrev Ewald Die Composition der Genesis (1823); 1827, da han blev professor i Göttingen, udkom hans Kritische Grammatik der hebräischen Sprache, der havde mange væsentlige fortrin for alle tidligere hebraiske grammatikker, og som han oftere udgav paa ny, udvidet og forbedret (8. udgave 1870: Ausfürliches Lehrbuch der hebräischen Sprache) ligesom en Hebräische Sprachlehre für Anfänger (4. udgave 1874). 
Ewald blev 1835 første professor i de orientalske sprog i Göttingen; men allerede 1837 fik han og 6 andre professorer, der nægtede regeringen ret til at hæve forfatningen, afsked. Ewald gik nu til London for, ligesom tidligere på flere rejser, blandt andet i Italien, at studere østerlandske håndskrifter; i 1838 blev han professor i Tübingen. 
1848 kaldtes Ewald atter tilbage til Göttingen som professor. Da Hannover 1866 indlemmedes i Preussen, nægtede Ewald 1867 at aflægge hyldingsed og blev derfor afskediget. I sin heftige opposition kastede Ewald sig ind i det politiske liv, valgtes maj 1869 som medlem for byen Hannover til tyske rigsdag og udtalte sig i tale og skrift ofte med stor voldsomhed og bitterhed. 
Ewald var medstifter af Zeitschrift für die Kunde des Morgenlandes der siden gik over til Zeitschrift der Deutschen Morgenländischen Gesellschaft. 1849-65 udgav han Jahrbücher der biblischen Wissenschaft. I disse tidsskrifter og de forskellige skrifter, Videnskabernes Selskab i Göttingen udgiver, har Ewald skrevet mange afhandlinger. Ewald har som universitetslærer og forfatter udøvet stor indflydelse på bibelstudiet i Tyskland.